# Folclore de Honduras

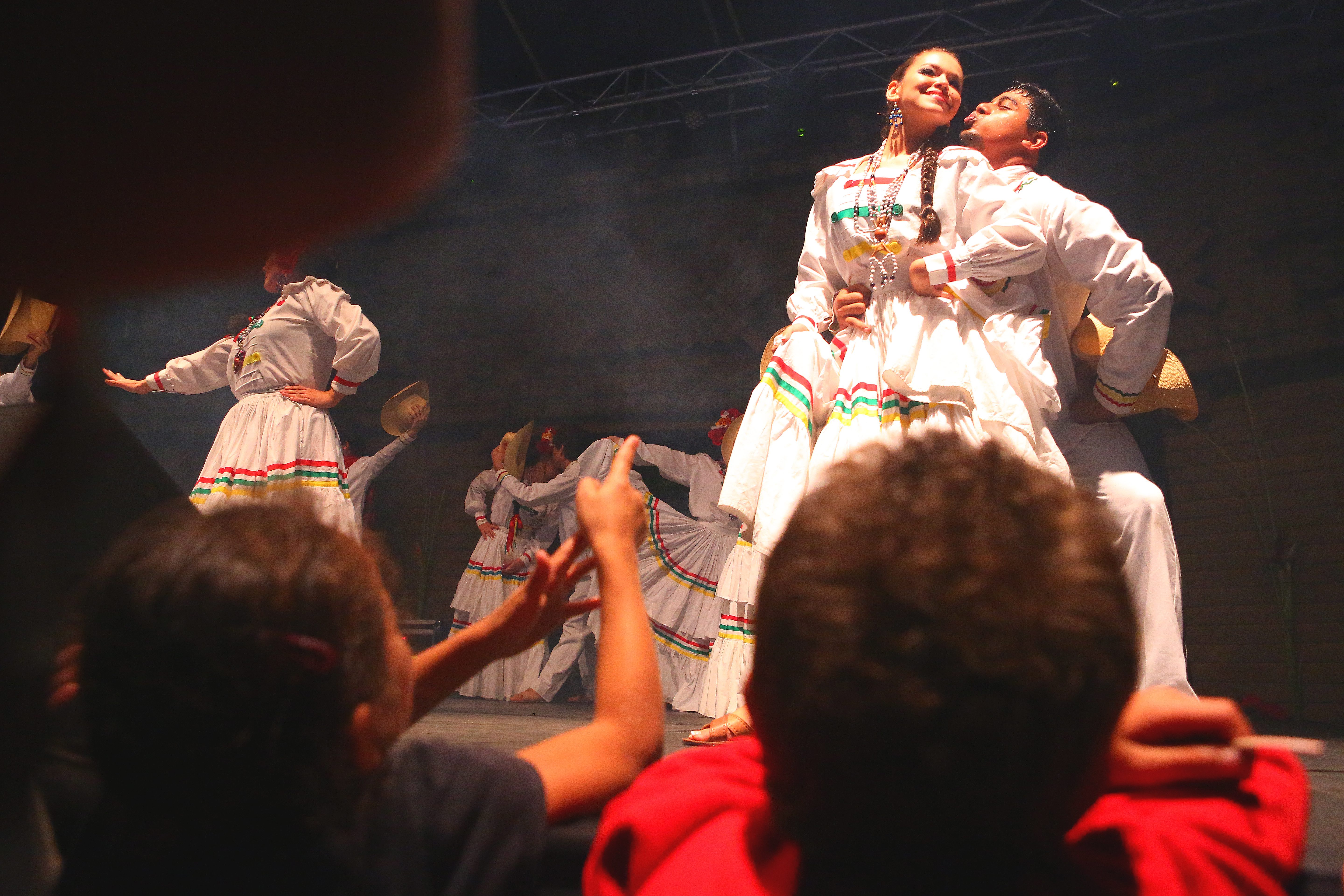
Baile tradicional de Honduras

El folclore hondureño se destaca en algunos elementos como cuentos, leyendas, música, vestimenta, comida, etnias, danzas y otras representaciones culturales que fomentan y preservan las tradiciones del país.
Algunas de estas expresiones culturales se exponen a continuación a través de:

## Algunos cuentos y leyendas
- El Comelenguas
- La historia de la bruja
- El Cíclope de la selva Misquita
- La Sucia
- La Llorona
- La Taconuda
- La laguna brava
- La leyenda del indio que se convertía en tigre (Rancho Grande, Esquías, Comayagua

## Ejemplos de música folclórica hondureña
- "El Candú",
- "El Pitero"
- "Flores de Mimé"
- "El Bananero"
- "Los Inditos"
- "El Costeño
- "El Tartamudo"
- "Corrido a Honduras"
- "La Valona"
- "Garcita Morena"

## Trajes típicos
Los trajes típicos usados en la república de Honduras son varios, entre los que destacan:
- Campesino
- Copán
- Jocomico
- Intibucá
- Cacautare
- Colonial
- Opatoro
- Linaca

Trajes folclóricos recopilados por David Adolfo Flores Valladares de varios lugares del territorio hondureño:
- Traje de carrizalón y tapesco (Aldea Carrizalón municipio de Copán Ruinas, departamento de Copán)
- Vestuario maya chorti, vestuario de los moros y cristianos (San Andrés, departamento de Ocotepeque.)
- Vestuario de los viejos (San Andrés, y San Rafael, departamento de Ocotepeque.)
- Vestuario de los forastines ( San Andrés,y San Rafael, departamento de Ocotepeque.)
- Vestuario de Santa Barbará (caserío el Escondido, aldea la Estancia municipio de Santa Barbará).
- Traje de campesina de Santa Barbará, traje de varón de campesino de Santa Barbará.
- Vestuario del Guancasco de Gracias y Mejicapa (departamento de Lempira)
- Vestuario del baile del garrobo (La Campa, depto. Lempira)
- Vestuario de las mogigangas (Chinda, Gualala e Ilama, departamento de Santa Barbará.),
- Traje colonial tipo princesa, del departamento de Comayagua
- Traje de Lamaní departamento de Comayagua
- Traje de negrito (municipio de Santa Elena, departamento de La Paz)
- Traje del departamento de La Paz
- Traje de Márcala, La Paz
- Blusas folclóricas de La Esperanza, Intibucá,
- Traje de mujer de La Esperanza, Intibucá,
- Vestuario del departamento de Francisco Morazán.
- Traje del tiempo de Comayagua.
- Traje de la comparsa de moros y cristianos de Ojojona y Lepaterique (departamento de Francisco Morazán)
- Vestuario Tolupan (montaña de la flor) departamento de Francisco Morazán
- Traje del Valle de Agalta (aldea el Aguacate, municipio de San Esteban, departamento de Olancho)
- El traje de la Sierra de Agalta. (aldeas el Aguacate, Toro Muerto, la Venta, municipio de San Esteban, departamento de Olancho.)
- Traje del Coyolar (caserío el Coyolar, municipio de San Esteban, departamento de Olancho.)
- Traje de los Desmontes (aldea los Desmontes, municipio de San Francisco de La Paz, departamento de Olancho)
- Traje de Tilapa (aldea de Tilapa, municipio de San Francisco de La Paz, departamento de Olancho)
- Traje de Santa Elena (aldea el Pedrero, municipio de San Esteban, departamento de Olancho)
- Vestuario de los pech (departamento de Olancho y Yoro)
- Vestuario de los tawahkas (departamento de Olancho)
- Vestuario de Gracias a dios, vestuario de los Misquitos.
- Vestuario del departamento de Cortés, vestuario de Omoa (departamento de Cortés)
- Vestuario de Atlántida, vestuario del La Ceiba
- Vestuario de las etnias afro caribeñas vestuario de colon, traje garífuna llamado veluria" de mujer traje garifuna de mujer llamado gongnu vestuario de warini (el heraldo navideño) vestuario de wanarahgua (mascaro) vestuario de indio bárbaro vestuario de las pastorelas vestuario del baile de las tiras vestuario del (juego y baile de los moros y cristianos)
- Vestuarios indígenas traje de la comparsa de moros y cristianos de Ojojona y Lepaterique. (Ojojona, departamento de Francisco Morazán)
- Traje de los negros de Gracias y Mejicapa (Gracias y Mejicapa, departamento de Lempira.)
- Traje de los danzantes de San Sebastián, Lempira (el baile de las coronas entre San Sebastián y Mejicapa)
- Vestuario de los moros y cristianos (San Andrés, departamento de Ocotepeque.)
- Vestuario del garrobo (La Campa, departamento de Lempira.)
- Vestuario de las mogigangas (Chinda, Gualala e Ilama, departamento de Santa Barbará., Francisco Morazán),
- Vestuario de los forastines (San Andrés, departamento de Ocotepeque.)
- Vestuario de los viejos (San Andrés, departamento de Ocotepeque.)
- Vestuario Tolupan (Montaña de la Flor, departamento de Francisco Morazán

## Danza en Honduras
El folclore en Honduras es muy variado e interesante por los elementos culturales que resultan en cuatro grandes grupos raciales (indígenas, españoles, negros y mestizos), cada departamento tiene sus propias tradiciones, vestuario, música y creencias, por ejemplo:

## Música Autóctona o Aborigen
Se ha estudiado mucho sobre la música lenca, tradiciones, además de otros grupos originarios de las tribus prehispánicas. Algunos de los instrumentos musicales prehispánicos son los Aerófonos, las Ranas de Barro (especie de silbatos realizados en arcilla o barro), etc.

### Bailes y Danzas
El folklore hondureño es muy variado e interesante por los elementos culturales que resultan en los cuatro principales grupos étnicos (indígenas, criollos o mestizos, españoles y garífunas). Como cada provincia tiene sus propias tradiciones, música y creencias, también lo era para la danza. Las danzas tradicionales son investigadas y documentadas por folkloristas que trabajan en el campo y están autenticadas por la Oficina Nacional de Folclore. Actualmente hay alrededor de 106 bailes diferentes registrados en la Oficina Nacional de Folclore, y se agregan bailes adicionales a medida que se investigan y se autentican. La Oficina Nacional de Folklore es parte del Ministerio de Educación Pública.

### Danzas Mestiza con Influencia Indígena
Las danzas indígenas están influenciadas principalmente por la cultura precolombina. Los siguientes son danzas indígenas que han sido autenticadas por la Oficina Nacional de Folclore:
| Danza                                        | Recopilador                                               | Región | Muestra |
| -------------------------------------------- | --------------------------------------------------------- | --- | --- |
| El Acordeoncito                              | David Flores Erika Cecilia Cuellar Luis Gustavo Castellán | Aldea Pavana, Municipio Choluteca, departamento Choluteca                                                       | * Inst. José Cecilio del Valle |
| La Aguateña                                  | David Flores Erika Cecilia Cuellar Luis Gustavo Castellán | Caserío Las Casas viejas, aldea La Venta, Municipio de Gualaco, Olancho                                         | |
| Amor en Puyitas                              | David Adolfo Flores Ramón Antonio Bonilla Coello          | Caserío El Escondido, aldea La Estancia, Santa Bárbara                                                          | * Instituto José Cecilio Del Valle Choluteca * Instituto Polivalente Lajamani * Instituto Gregorio Consuegra Danza                 |
| Cachazas con Leche                           | David Adolfo Flores Ramón Antonio Bonilla Coello          | Aldea el Ocotillo del municipio de Arada y aldeas aledañas, Santa Bárbara                                       | * Instituto San José |
| La Cadena                                    | Rafael Manzanares Aguilar                                 | Olanchito, Yoro                                                                                                 | * El Instituto Jesús Aguilar Paz en la Villa Olímpica * Las Lajas (2012)                                                           |
| La Campesina                                 | Diógenes Álvarez Neptalí Cáceres                          | Aldea de Cerro Galán, municipio de Guata, departamento de Olancho                                               | * Instituto Jesús Aguilar Paz de Tegucigalpa * Técnico Río Lindo Honduras                                                          |
| La Colozuka                                  | Gaspar Mejía Molina                                       | Municipio de San Sebastián, Lempira                                                                             | * Cuadro de Danzas Folklóricas ARTE-UNAH * Cuadro Nacional de Danzas Folklóricas de Honduras                                       |
| Las Escobas                                  | Rafael Manzanares Aguilar                                 | Santa María, La Paz                                                                                             | * Ballet Folklórico Sampedrano Sectur * Grupo Folklórico Lentercala                                                                |
| La Estaca                                    | Luis Gustavo Castellón David Adolfo Flores Valladares     | Aldea El Tunal, municipio de San Esteban, departamento de Olancho                                               | * Cuadro Nacional de Danzas Folklóricas de Honduras * Herederos de Cicumba                                                         |
| El Indio o Pájaro Tristón (o Pájaro Triste?) | Oscar Guevara                                             | Aldea de Copal Arriba, municipio de Choluteca, departamento de Choluteca                                        | * |
| La Lima                                      | David Adolfo Flores Ramón Antonio Bonilla Coello          | Caserío El Escondido, aldea La Estancia, municipio de Santa Bárbara y aldeas circunvecinas                      | * |
| La Picoteña                                  | Tania Pinto de Morán Sara Emilia Mendoza                  | Aldea Pavana, municipio de Choluteca, Choluteca                                                                 | * Escuela Bilingüe Honduras * Inst Rafael Pineda Ponce                                                                             |
| La Piedrita                                  | Wilberto Bonilla Ríos                                     | Marcala y las aldeas aledañas, La Paz                                                                           | * Dr Leonardo Martínez de San Pedro Sula * CEB Ramón Rosa SPS                                                                      |
| La Pieza del Indio                           | Tania Pinto de Moran Auxiliadora Narváez Jesús Valladares | Caserío de San Ramón Abajo, aldea de San Ramón Abajo, Linaca, municipio de Choluteca, departamento de Choluteca | * Instituto Tecnológico Sampedrano * Intibuca Cuadro de danzas de Niños Lencas (La Esperanza)                                      |
| La Pulguita                                  | Wilberto Bonilla Ríos                                     | Municipio de Marcala, La Paz                                                                                    | * Instituto Santo Thomas * Yum Kax                                                                                                 |
| El Son de Tuno                               | Tania Pinto de Moran                                      | Aldea el Papalón, Municipio de Choluteca                                                                        | * Instituto Polivalente Nuevo Paraíso                                                                                              |
| Sos un Ángel                                 | Rafael Manzanares Aguilar                                 | Olanchito, Yoro                                                                                                 | * Sos un Ángel * Centro Escolar Alberto Masferrer                                                                                  |
| El Sueñito                                   | Rafael Manzanares Aguilar                                 | Cacautare, Pespire, Choluteca                                                                                   | * Ballet Folklórico de Honduras Oro Lenca (2014) * Grupo de Proyección Folklórica Zorzales de Sula con Marimba Usula Internacional |
| El Sueñito Letra                             |                                                           | | * |
| Tap-Sap                                      | Carlos Gómez Rubén Ruiz                                   | Municipio de Brus Laguna, Gracias A Dios                                                                        | * Cuadro de danzas ARTE UNAH |
| Torito Pinto                                 | Rafael Manzanares Aguilar                                 | La Esperanza, Intibucá y Alianza, Valle                                                                         | * UNAH |
| El Tropezón                                  | Fray Lázaro Oscar Armando Molina                          | Caserío Fray Lázaro, municipio Choluteca, Choluteca                                                             | * Grupo folklórico ITZAE * Cuadro de Danzas Arte-Unah                                                                              |
| El Tunal                                     | Luis Gustavo Castellón David Flores                       | Aldea El Tunal, municipio de San Esteban, Olancho                                                               | * Folklórica Arte-UNAH |
| La Tusa                                      | Rafael Manzanares Aguilar                                 | Cantarranas (now San Juan de Flores), Francisco Morazán                                                         | * José Cecilio del Valle, San Pedro Sula                                                                                           |
| El Xixique                                   | Rafael Manzanares Aguilar                                 | Cacautare, Municipio de Pespire, Choluteca                                                                      | * El Instituto Doctora Jesús Aquilar Paz (2016)                                                                                    |
| Zapateado de Copal                           | Jesús Valladares David Flores                             | Caseríos de Copal Arriba y Copal Abajo, Choluteca, Choluteca                                                    | * |

### Danzas Mestiza
Las danzas criollas (o mestizas) son el resultado de la mezcla de indígenas y europeos en el Nuevo Mundo. Las siguientes son danzas criollas que han sido autenticadas por la Oficina Nacional de Folklore:
| Danza                                             | Recopilador | Región                                                                                    | Muestra |
| ------------------------------------------------- | --- | ----------------------------------------------------------------------------------------- | --- |
| Arranca Terrones                                  | Carlos Gómez Rubén Ruíz                                                                                         | Municipio de Trinidad, departamento de Santa Bárbar                                       | * ?v=p-rZGnn6arA Ballet Folklórico de Honduras Oro Lenca] |
| El Barreño                                        | Rafael Manzanares Aguilar                                                                                       | Aldea de Lodo Colorado, Santa Rosa de Copán, Copán                                        | * Grupo Folklórico Zots |
| Danza Cacautare                                   | Auxiliadora Narváez Tania Pinto                                                                                 | Aldea de Cacahutare, municipio de Pespire, Choluteca                                      | * Escuela República de Italia * Instituto Renacimiento |
| La Cadena Guancapla                               | Wilberto Bonilla Ríos                                                                                           | Aldea Agua Blanca, municipio San Miguel Guancapla, departamento Intibuca                  | * |
| El Cascareño                                      | Rubén Ruiz | Dulce Nombre de Copán, Copán                                                              | * Colegio Rafael Pineda Ponce * Escuela Alba Nora |
| La Chunga (El Baile de María Jesús)               | Wilberto Bonilla Ríos                                                                                           | Aldeas Nueva Experanza, Chiligatoro, Azacualpa, y otras, municipio La Esperanza, Intibucá | * Instituto Juventud Triniteca |
| La Colosuca                                       | Gaspar Mejia.                                                                                                   |                                                                                           | * Instituto Gregorio A Consuegra De Ajuterique * ARTE-UNAH |
| La Correa                                         | Rafael Manzanares Aguilar                                                                                       | Aldea de Cacaurtare, municipio de Pespire, Choluteca                                      | * Azacualpa Danza La Correa * Instituto San José, Progresso |
| El Corrido a las Chapias                          | David Flores Luis Gustavo Catellón                                                                              | Aldea de El Tunal, municipio de San Esteban, Olancho                                      | * Corporación Folklórica Usula |
| El Cututeo Rápida                                 | Rubén Ruíz | Municipio de Yoro, Yoro                                                                   | * Brigadas de Amor Cristiano, Choluteca |
| El Destro                                         | David Adolfo Flores Valladares Luis Gustavo Castellón Erika Cecilia Cuellar                                     | Municipio San Esteban (originaria de Gualaco), Olancho                                    | * Instituto de 5 de Noviembre Teupasenti |
| El Destro Ojos Negros                             | Luis Gustavo Castellón, David Flores                                                                            | Municipio de San Esteban, Olancho                                                         | * Grupo Folklórico Zots |
| El Destrocón                                      | Luis Gustavo Castellón, David Flores Leny Padilla Juan Pablo Valladares José Ramón Borjas                       | Aldeas de las Flores y La Jagua en el municipio de San Esteban, Olancho                   | * Grupo Folklórico del Instituto Polivalente San Esteban * Instituto Polivalente de San Esteban Olancho                                                           |
| El Distro (y de influencia indígena)              | Wilberto Bonilla Ríos Allan Mauricio Castro Vásquez                                                             | Aldea Las Delicias, municipio Santiago de Puringla, departamento La Paz                   | * Cuadro Nacional de Danzas Folklóricas de Honduras y El Grupo Lanceros                                                                                           |
| La Duyureña                                       | Oscar Armando Guevara Rosa Argentina Rueda Daniela de Bustillo                                                  | Municipio de Duyure, Choluteca                                                            | * Escuela Normal Valle De Sula * Ballet Folklórico Raíces Marcalinas                                                                                              |
| El Esquipuleño                                    | David Adolfo Flores Luis Gustavo Castellón Erika Cecilia Cuellar                                                | Caserío de Casas Viejas, municipio de Guanaca, Olancho                                    | * El Esquipuleño * Escuela Tomas Alverez Dolmo |
| La Farifumba                                      | Wilberto Bonilla Ríos                                                                                           | Aldea Agua Blanca, municipio San Miguel Guancapla, departamento of Intibucá               | * Ballet Folklórico de Honduras Oro Lenca |
| Frente a la Guatalera                             | Oscar Armando Guevara Jesús Valladares                                                                          | Sur de Honduras                                                                           | * Instituto José Cecilio Del Valle, de Choluteca * Inst. Miguel Mejia Ortega                                                                                      |
| La Guanesteña                                     | Everth Zelaya                                                                                                   | Catacamas, Olancho                                                                        | * La Guanesteña * La Guanesteña * Cuadro de danzas de 3-1 * Ballet Folklórico de Honduras Oro Lenca                                                               |
| El Guapango Chorotega                             | Rafael Manzanares Aguilar                                                                                       | Linaca, Choluteca                                                                         | * Ballet Folklórico de Honduras Oro Lenca (2017) * Universidad Pedagógica Nacional Francisco Morazán (2014)                                                       |
| El Guapango del Río                               | Tania Pinto de Morán                                                                                            | Caserío de Jocomico, Choluteca                                                            | * Cuadro folkloSUL * Arte UNAH |
| El Jutiquile                                      | Rafael Manzanares Aguilar                                                                                       | Jutikile, Olancho, Olancho                                                                | * Danzas Folklóricas ARTE-UNAH |
| Los Lirios                                        | Diógenes Orlando Álvarez Rodas Nectalí Cáceres                                                                  | Aldea los Lirios, municipio de Yoro, Yoro                                                 | * Grupo Folklórico Itzamná-Honduras * Cuadro del ITAF |
| Macheteado Musical                                | Wilberto Bonilla Ríos                                                                                           | Municipio de La Esperanza, Intibucá                                                       | * Inst. San José * León Alvarado |
| El Palito Verde                                   | Carlos Gómez Rubén Ruiz                                                                                         | Trinidad, Departamento de Santa Bárbara                                                   | * Ballet Folklórico de Honduras Oro Lenca * Cuadro Municipal de Danzas La Unión Olancho                                                                           |
| El Palito Verde de Guancapla                      | Wilberto Bonilla Ríos                                                                                           | Aldea Agua Blanca, municipio San Miguel Guancapla, departamento of Intibucá               | * Ballet Folklórico de Honduras Oro Lenca * Jesús Aguilar Paz |
| Las Peinitas                                      | Wilberto Bonilla Ríos Marcio Suazo Izaguirre                                                                    | Marcala, Departamento de La Paz                                                           | * Inst. San José * Las Peinitas * Arte-UNAH |
| La Picoteña                                       | Tania Pinto de Morán Sara Emilia de Mendoza de Ordóñez                                                          | El Pedrero, municipio Pavana, Choluteca                                                   | * Ballet Folklórico de Honduras Oro Lenca * Escuela Bilingüe Honduras * Inst Rafael Pineda Ponce                                                                  |
| La Piunga                                         | David Adolfo Flores Valladares Antonio Bonilla Colaboración de: Raúl Alvarado, Justiniano Reyes Walter Troches. | Aldea El Ocotillo, municipio de Aranda, Santa Bárbara, y aldeas aledañas                  | * |
| La Polca Corrida (o Brisas del aire)              | Tania Pinto de Morán                                                                                            | Aldea de San Ramón, caserío de Linaca, Departamento de Choluteca                          | * Cuadro Nacional de Danzas Folklóricas de Honduras * Representantes de la Zona 2 en el IV Multifestival Diocesano 2011 * Ballet Folklórico de Honduras Oro Lenca |
| La Polca de la Enea                               | Oscar Guevara                                                                                                   | Aldea La Enea, municipio de Morolica, Choluteca                                           | * UNAH * Escuela República de Italia |
| Polca Los Manguitos                               | Wilberto Bonilla Ríos                                                                                           | La Esperanza, Intibucá                                                                    | * Instituto Jesús Aguilar Paz de Tegucigalpa * Iinstituto Manuel Pagan Lozano * Instituto Jesús Aguilar Paz de Tegucigalpa * Inst. Gabino Vásquez Argueta         |
| Polca de María Luisa                              | Ramón Fúnez Alba Hernández Leonor Galeano                                                                       | Aldea de Las Quebradas, municipio de Talanga, Francisco Morazán                           | * Instituto Dr. Jorge Fidel Durón * inst. Fidel duron |
| La Polca Marcada                                  | David Adolfo Flores Luis Castellón Erica Cecilia Cuellar                                                        | Aldea Las Limas y La Venta, municipio de San Esteben, o municipio de Guanaco              | * Inst. Jesús Aguilar Paz * Cuadro De Danzas Arte UNAH |
| Polca de La Novia                                 | Oscar Armando Molina,                                                                                           | Aldea del Espinal, municipio de Pespire, Choluteca                                        | * |
| Polca del Plato                                   | Luis Gustavo Castellón y David Flores Leny Padilla Juan Pablo Valladares                                        | Municipio de San Esteban, Olancho                                                         | * Polca del Plato |
| La Polka de Rosa                                  | Tania Pinto de Moran José Armando María del Pilar Roberto Antonio Moran                                         | Jocomico, Palo Herrado, Copal, Santa Elena y demás caseríos aledaños, Choluteca           | * ASOHA (YUM KAAX) * Representantes de la zona 1 en el Multi Diocesano 2011 de la Parroquia Santisima Trinidad de Chamelecón                                      |
| La Polca Sanjuaneña                               | Tania Pinto de Morán                                                                                            | Aldea de San Juan Bautista, municipio de Pespire, Choluteca                               | * Escuela La Democracia de La Libertad Comayagua |
| La Polka Sislaba                                  | Luis Gustavo Castellon, David Adolfo Flores y Abner Adolfo Flores.                                              |                                                                                           | * Cuadro de Danzas Itzayana Tocoa Colon |
| Raíces de los Castellanos o Corrido de las Fichas | David Adolfo Flores Valladares María del Carmen Contreras                                                       | Ciudad del Progreso Departamento de Yoro                                                  | * INBAC (2015) * Grupo Folklórico Danzantes * Inst. Jorge Fidel Duron                                                                                             |
| La Rana                                           | Ricardo Rodríguez                                                                                               | Aldea de Linaca, Choluteca, Choluteca                                                     | * Instituto Matilde Córdova de Suazo * Instituto José Trinidad Reyes * Escuela Aurora                                                                             |
| El Revuelto                                       | Rafael Manzanares Aguilar                                                                                       | Aldea de San Martín, departamento de Chuleteca                                            | * Grupo Folklórico Azacualpa |
| El Suspiro                                        | David Flores Gustavo Castellón                                                                                  | Caserío de Tonjagua, aldea Las Limas, municipio de San Esteban, Olancho                   | * la Escuela Miguel Paz Barahona de San Francisco Yojoa |
| La Tronconera                                     | Marvin Moreno Jairo Exau Álvarez Thania Pinto de Moran                                                          | Aldea la Galera, municipio del Corpus, departamento de Choluteca                          | * Danza la Tronconera Instituto Cardenal Oscar Andrés * ARTE-UNAH                                                                                                 |
| Vals destro (o El Palito Verde de Intibucá)       | Wilberto Bonilla Ríos                                                                                           | Aldea Nueva Esperanza, municipio La Esperanza, departamento Intibucá                      | * Instituto 5 de noviembre Teupasenti |
| El Xungui-Xungui                                  | Alan Castro | municipality Opatoro, department La Paz                                                   | * Jesús Aguilar Paz |
| El Zapateado (Dance of the Machetes)              | Rafael Manzanares Aguilar                                                                                       | Aldea de San Martín, Choluteca                                                            | * Cuadro de Danza Instituto Tecnológico Santo Tomas * Competencia Nacional * Inst. Perla del Ulúa, Progresso                                                      |
| El Zapateado Paceño                               | Wilberto Bonilla Ríos                                                                                           | Municipio de San Juan, La Paz                                                             | * Ballet Folklórico de Honduras Oro Lenca (Virginia) * Ballet Folklórico de Honduras Oro Lenca (Parque, La Esperanza) * Instituto San José de El Progreso, Yoro   |
| La Zarandita                                      | Ricardo Felipe Rodríguez Sara Emelia Mendoza de Ordóñez                                                         | Aldea La Picota, municipio Choluteca, departamento Coluteca                               | * Academia Interamericano Meridon * Grupo Proyección Folclórica Celaque                                                                                           |

La Aguateña o la que Lleva Agua
| David Flores
Thania Paz, Meybol Santos, Francisco David Flores, Isis Vasquez
| Yuzcaran, el Paraíso.

### Danzas Criollas de Imitación
Estas danzas tienen movimientos característicos de los animales y también de algunas actividades como ferias, corridas de toros, sustos, vuelos de aves y cacerías.
| Danza           | Recopilador                                                 | Región                                                                 | Muestra                                                     |
| --------------- | ----------------------------------------------------------- | ---------------------------------------------------------------------- | ----------------------------------------------------------- |
| Los Caballitos  | Rafael Manzanares Aguilar                                   | Yoro, Yoro                                                             | * Ballet Folklórico de Honduras Oro Lenca                   |
| El Caballón     | Ramón Cecilio Fúnez Alba Gladis de Hernández Leonor Galeano | Aldea Las Quebradas, municipio de Talanga, Francisco Morazán           | *                                                           |
| La Coyota       | Rafael Manzanares Aguilar                                   | La Esperanza, Intibucá                                                 |                                                             |
| La Galopa       | Carlos Gómez G. Rubén Ruiz                                  | Pespire, departamento de Choluteca.                                    | * ARTE-UNAH * Escuela Ramón Rosa, San Pedro Sula            |
| El Garroba      | Oscar Armando Guevara Molina                                | La aldea de Cacautare, municipio de pespire Departamento de Choluteca. | * El Garroba * Taller de danzas folklóricas 2015            |
| El Gavilán      | Rafael Manzanares Aguilar                                   | Aldea de Cacautare, Pespire, Choluteca                                 | * Arte-UNAH * Eenpm                                         |
| El Torito Pinto | Rafael Manzanares Aguilar                                   | La Esperanza, Intibucá; Alianza, Valle                                 | * UNAH                                                      |
| El Zopilote     | Rafael Manzanares Aguilar                                   | Yuscarán, El Paraíso.                                                  | * instituto León Alvarado de Comayagua (2010) * El Zopilote |

### Danzas del Tiempo de la República de influencia Colonial
Las danzas que se originan de las influencias coloniales españolas, que han sido asimiladas por el pueblo sin perder su esencia tradicional.
| Danza                               | Recopilador                                                      | Región | Muestra |
| ----------------------------------- | ---------------------------------------------------------------- | --- | --- |
| El Callado                          | Rafael Manzanares Aguilar                                        | San Francisco, San Marcos de Colon, Choluteca                                                                               | |
| El Chotis                           | Wilberto Bonilla Ríos                                            | Ciudad de Comayagua, Comayagua                                                                                              | * Instituto León Alvarado de Comayagua |
| La Cuadrilla de la Reina            | Wilberto Bonilla Ríos                                            | Ciudad de Comayagua, Comayagua                                                                                              | * Escuela Rosa de Valenzuela * Instituto San José de El Progreso, Yoro * Ballet folklórico San José 2017                                    |
| La Espinaleña                       | Carlos Gómez Rubén Ruiz                                          | Aldea El Espinal, municipio de Pespire, Departamento de Choluteca                                                           | * Escuela La Democracia en el Gran Pereke 2016 * ARTE-UNAH                                                                                  |
| El Jarabe Yoreño                    | Rafael Manzanares Aguilar                                        | Municipio de Victoria, Yoro                                                                                                 | * León Alvarado (2012) |
| El Junco                            | José Rafael Flores Bonilla                                       | Chuluteca | * Instituto Ángel Augusto Castillo, de Las Lajas, Comayagua * Asociación Cultural Antología Catracha * Grupo los Xatruch                    |
| Los Lanceros                        | David Adolfo Flores Luis Gustavo Castellón Estela Gaekel de Ruiz | Ciudad de Comayagua, Comayagua                                                                                              | * Instituto León Alvarado de Comayagua |
| La Lluvia                           | José Rafael Flores Bonilla                                       | Choluteca, Depto de Choluteca                                                                                               | * (buscando video) |
| La Mazurka                          | Rafael Manzanares Aguilar                                        | Se bailo a inicios del siglo 1900 en los amplios Salones de la Alcaldía Municipal de Tegucigalpa.                           | * Instituto Católico San José de El Progreso, Yoro * Instituto Técnico Federico C. Canales                                                  |
| El Pereke                           | Rafael Manzanares Aguilar                                        | Caserío de Santa Teresa, El Triunfo, Choluteca                                                                              | * Grupo Jade * Instituto Jesús Aguilar Paz de Tegucigalpa Egresados (2014)                                                                  |
| Polca de los Hatillos de la Castaña | Auxiliadora Narváez Sandra de Núñez                              | Cerros La Picota, San Francisco, Los Encuentros y El Trapiche, en la región de Pavana, jurisdicción de Choluteca, Choluteca | * La Escuela La Democracia * ENCA de Comayagua                                                                                              |
| Polca la San Juaneña                | Tania Pinto Ramos de Moran Auxiliadora Narváez                   | Aldea San Juan Bautista, municipio Pespire, Choluteca                                                                       | * Instituto Técnico Comalhuacán * Instituto Jorge Fidel Duron de San Francisco de Yojoa, Cortes                                             |
| Polca Volada o Deslizada            | Luis Gustavo Castellón, David Flores.                            | Caserío Coyolar, La Panta y Bañaderos , Municipio De San Esteban, Olancho                                                   | * Grupo Folklórico San Ramón * La Polka Volada                                                                                              |
| La Varsoviana                       | Pompilio Ortega(?), Oficina del Folklore Nacional                | Ciudad de Comayagua, Comayagua                                                                                              | * Ballet Folklórico de Honduras Oro Lenca * Escuela La Democracia de La Libertad, Comayagua * Instituto San José, El Grande de Grandes 2015 |

### Bailes y Danzas por Grupos Étnicos

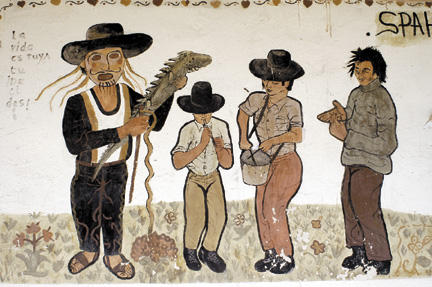
Gráfica Popular de "El Baile del Garrobo" por Arturo Sosa para el CCET.

Bailes y Danzas de Origen Lenca
- El Baile del Garrobo
- Baile de las Coronas
- El Baile de los Moreno chico
- El Baile de los Huevos
- El Baile del Bandereo
- El Baile de los Diablitos

Bailes y Danzas Garífunas
- Punta
- Parrandas
- Mascarones
- El barreño
- El Sueñito

## Folcloristas hondureños
- Henry Leonel Andino (Investigador y Recopilador de danzas como "El corridito", "El Corrido de Don Juan", "La Polka de Apakunka" y "El baile del Junquillo", Director del Grupo Yaxall de Honduras.)
- Carlos Gómez Genizzotti[7][8]
- Licenciado Diógenes Orlando Álvarez Rodas (Coreógrafo e Investigador) Danzas como Los Lirios, El Danzón y La Campesina entre otras).
- Doctor Jesús Aguilar Paz (música y costumbres folclóricas).catrachos|fechaacceso = 7 de septiembre de 2012| autor = Carlos Molina}}</ref>
- Jesús Muñoz Tábora (director del departamento del Folclore Nacional en los 80's)[9]
- Jorge Montenegro (Recopilación de cuentos y leyendas nacionales de Honduras).
- Luis Castellón (Recopilo Danzas como: "Destrocon", "Polca del plato", entre otras).
- Profesor Pompilio Ortega
- Rafael Manzanares Aguilar
- Rafael Rubio.
- Sebastián Martínez Rivera (escritor de temas folclóricos en Honduras)[10]
- Tania Pinto de Moran (Folcloróloga Nacional)
- Wilberto Bonilla (Recopilo Danzas como: "La pulgita", "Arranca terrones de Nueva Esperanza", "Peineta", entre otras).
- David Adolfo Flores Valladares folclorista e innovador en la danza folclórica hondureña. Ha sido Director del cuadro Nacional de danzas Folklóricas de Honduras y Director del Departamento de Folklore nacional en dos ocasiones.Ha sido siempre un bailarín de primerísimo rango, actualmente es considerado como uno de los mejores investigadores folklóricos en nuestro país.

La crítica nacional e internacional lo definen como el mejor director y coreógrafo en cuanto a lo que es el folklore de su país; Pero su arte junto con sus investigaciones va más allá del baile y es trascendente el conjugar en sí mismo una preparación fecunda y derivarse de él una serie de manifestaciones creativas, ejercidas todas ellas en forma profesional y no solamente conservarlas en teoría, de lo cual resulta una permanente actividad de relevante éxito.
David Flores en su danza combina todos los elementos musicales, melodía, ritmo, armonía, etc. y los mezcla maravillosamente junto con la expresión corporal para así formar los más refinados matices, logrando de la danza folklórica Hondureña lo hasta ahora no realizado.
Cuando la danza es tomada en forma rudimentaria David Flores, basado en la investigación realiza un estudio a conciencia y agregándole su estilo personalísimo la convierte en un tipo de danza SUI GENERIS, con personalidad propia, que le han valido los más fidedignos elogios de tan diversos públicos y críticos.
Además, ha recibido manifiesto testimonios de reconocimiento a su creativo arte, afirmando “que es una nueva forma de expresión artística en la danza Folklórica Hondureña”.
Pero además David Flores se ha presentado con su grupo Folklórico en diversas partes del mundo como Norteamérica. Centro y Sudamérica, y Europa. Largo sería describir tantas giras por todo el territorio nacional y el mundo, pero aquí en su país natal ha tenido sus mejores momentos artísticos basándose en sus relevantes cualidades y por llevar en alto el nombre de Honduras por todas partes del mundo donde actúa con su grupo “ZOTS”.
En todos los lugares que se presenta es reconocido como uno de los más destacados artistas internacionales.
David Flores, en cuanto a la danza folklórica Hondureña ha sido un AUTO DIDACTA, por carecer de escuelas en este ramo; Comienza su carrera artística en 1978 como bailarín del cuadro de danzas en el Instituto Técnico Honduras, posteriormente en 1979 pasa a formar las filas del “Cuadro Nacional de Danzas Folklóricas de Honduras”, de la Secretaría de Cultura y Turismo, luego se convierte en director del mismo llevando a este grupo a su gran época de oro donde cobra la danza Hondureña mayor apoyo y entusiasmo por sus investigaciones realizadas y la pronta puesta en escena de ellas, además, David se convierte en director del Departamento de Folklore Nacional y unifica la danza folklórica hondureña sistematizando y creando la didáctica en la danza folklórica para su  pronta divulgación, esto lo logra al crear los Congresos didácticos para la unificación y divulgación de la danza folklórica.
Luego pasa a formar las filas del Instituto Hondureño de culturas Autóctonas y populares de la Secretaría de Cultura Artes y Deportes como investigador en donde realiza estudios más profundos de la danza de los grupos étnicos de nuestro país.
Ha dirigido y organizado varios grupos Folclóricos en todo el largo y ancho del territorio Hondureño así mismo ha impartido innumerables cursos de danza y cultura popular, dentro y fuera del territorio hondureño.
Es además creador de las últimas modalidades innovadoras en enseñar la danza folklórica de nuestro país: los congresos didácticos para la unificación y divulgación de la danza folklórica hondureña, los laboratorios y clínicas de la danza folklórica hondureña, y  el maestro virtual de la danza folklórica hondureña.
En el año 2010 regresa de nuevo a las filas del cuadro nacional de danzas folklóricas de Honduras y retoma de nuevo los congresos didácticos de la danza, actualiza la nueva clasificación de las danzas folklóricas de nuestro país y re orienta las bases para los concursos de los festivales y competencias folklóricas de nuestro país y crea las bases para los concursos de las rondas infantiles.
Ha escrito varios libros como son:
1. Evolución histórica de la danza folklórica Hondureña
2. Historia del vestuario folklórico de Honduras.
3. I Congreso didáctico para la unificación y divulgación de la danza folklórica hondureña. Año de 1991.
4. II Congreso didáctico para la unificación y divulgación de la danza folklórica hondureña. Año de 1992.
5. III Congreso didáctico para la unificación y divulgación de la danza folklórica hondureña. Año de 1993.
6. IV Congreso didáctico para la unificación y divulgación de la danza folklórica hondureña. Año de 2011.
7. V Congreso didáctico para la unificación y divulgación de la danza folklórica hondureña. Año de 2012.
8. VI congreso didáctico para la unificación y divulgación de la danza folklorica Hondureña.Año 2013
9. Guía turística del Corredor Trujillo Olancho, escrito para el Instituto de Antropología e Historia. Año de 2007.

```
Muestra de la vestimenta folklorica, de Olancho, Honduras. Abril 2024.
```

1. VII Congreso didáctico para la unificación y divulgación de la danza folklorica Hondureña. Año 2025
2. Manual de las artesanías de Honduras
3. Manual del vestuario y accesorio de las danzas
4. Manual técnico de la danza Hondureña
5. Manual del primer laboratorio y clínica de la danza folclórica Hondureña. Año de 1998.
6. Manual del maestro virtual de la danza folklórica Hondureña. Año 2005.
7. Manual de la gastronomía de Honduras
8. Monografías de las danzas hondureñas.
9. Manual de las coreografías de la danza Hondureña, y otros.
10. Cuatro fascículos para la revista Mi País de  diario el Heraldo sobre el la historia del vestuario folklórico de Honduras.

- Licenciado Johann Seren Castillo (director, Ballet Folklórico de Honduras Oro Lenca)[11]